# 訃報 2020年11月
訃報 2020年11月（ふほう 2020ねん11がつ）では、2020年11月に物故した、又は物故が報じられた人物についてまとめる。

## (1日 - 15日)

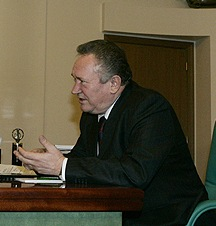
ニコライ・マクシュータ／11月1日没

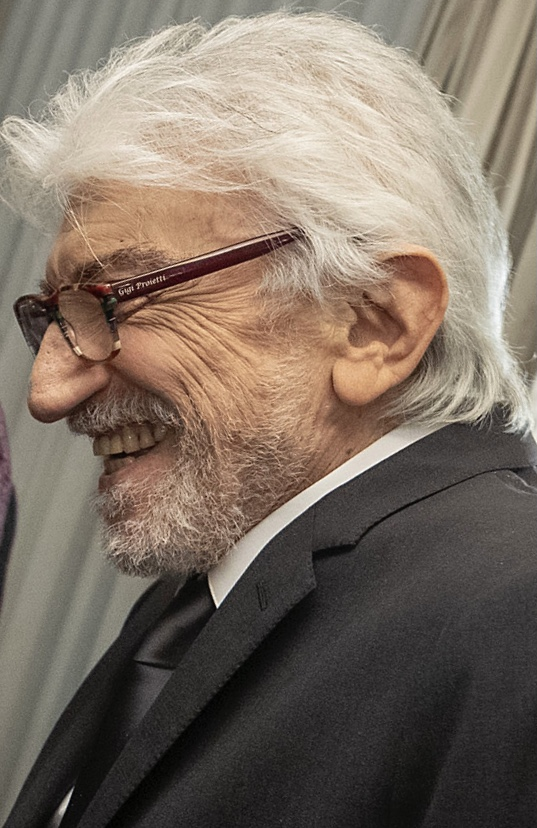
ジジ・プロイエッティ／11月2日没

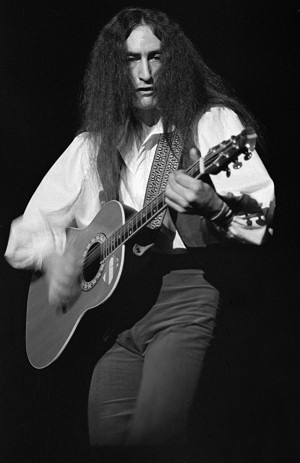
ケン・ヘンズレー／11月4日没

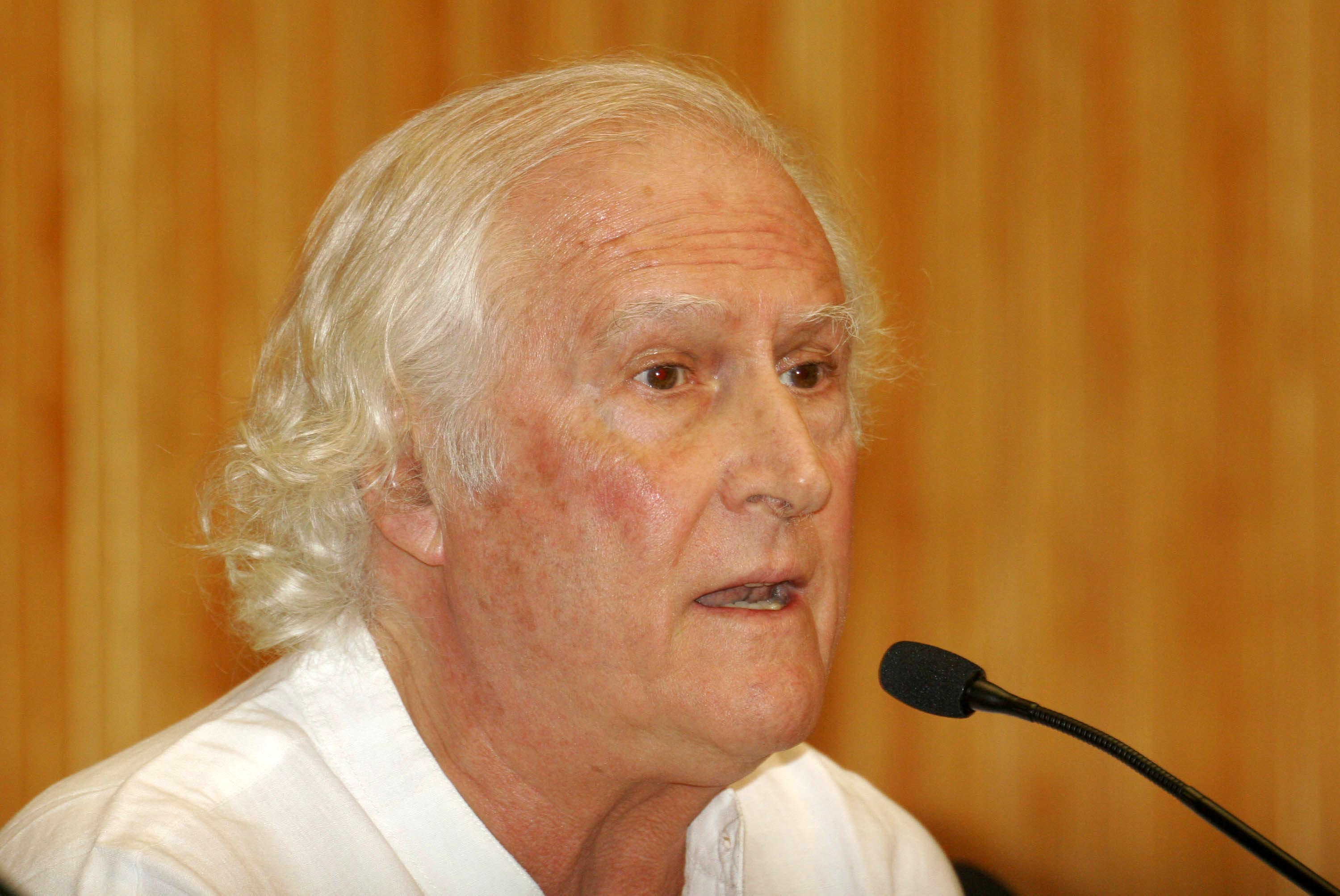
フェルナンド・E・ソラナス／11月6日没

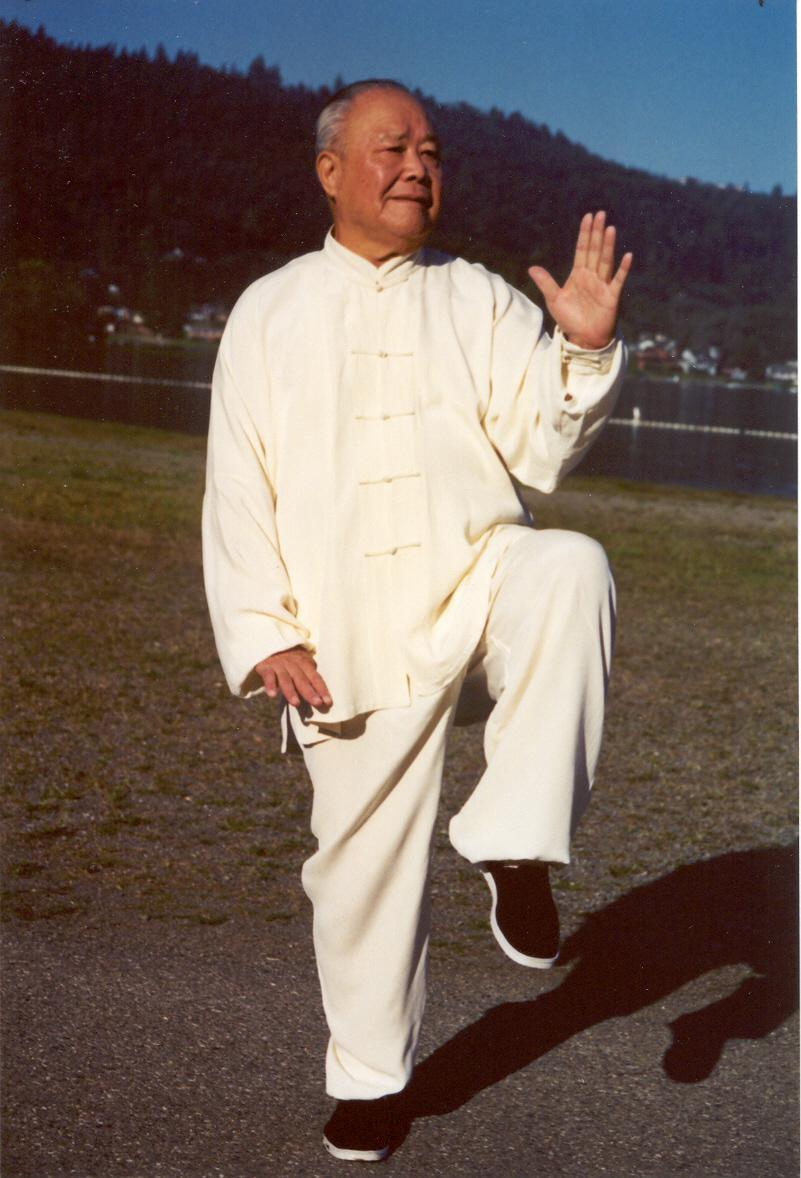
楊振鐸／11月7日没

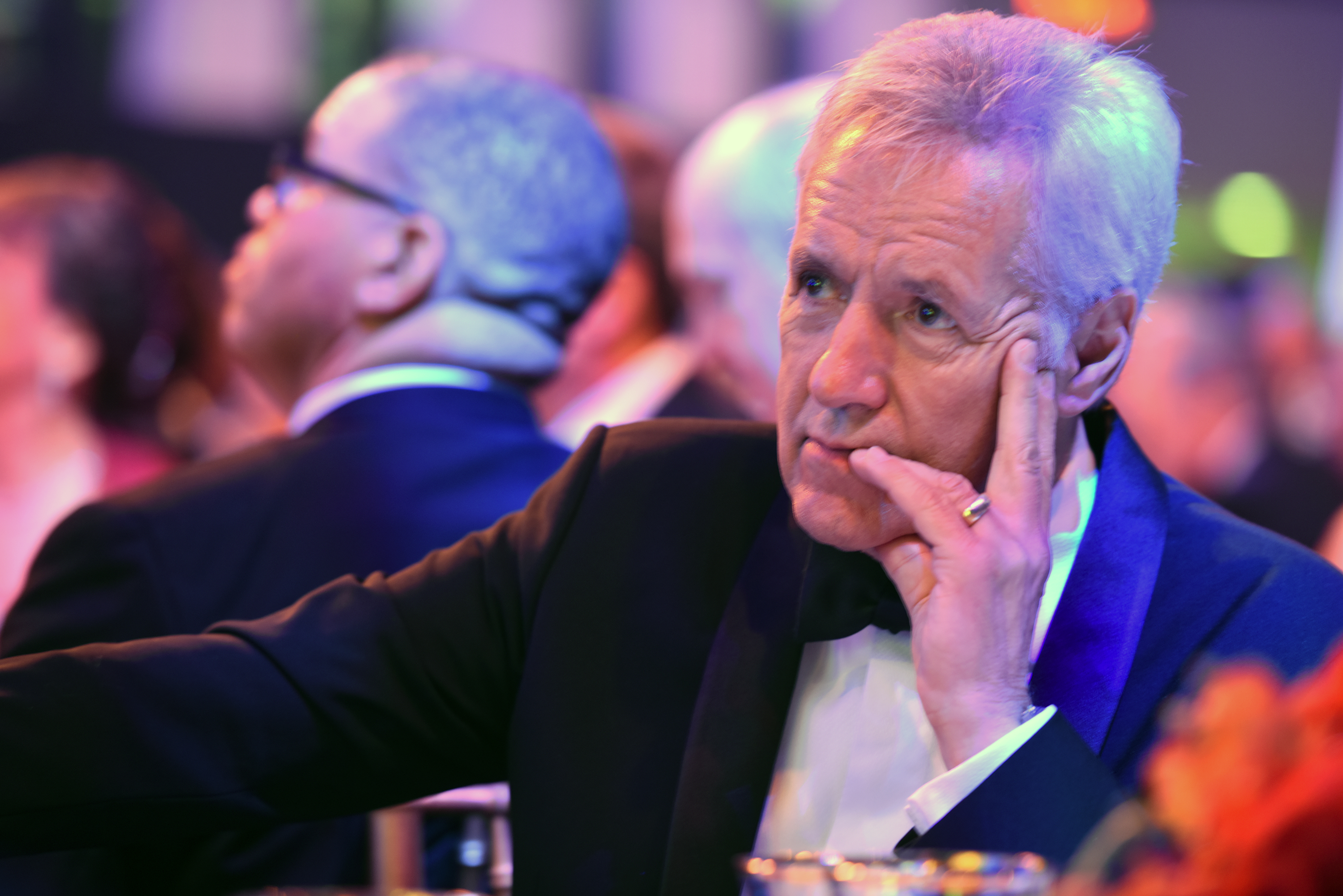
アレックス・トレベック／11月8日没

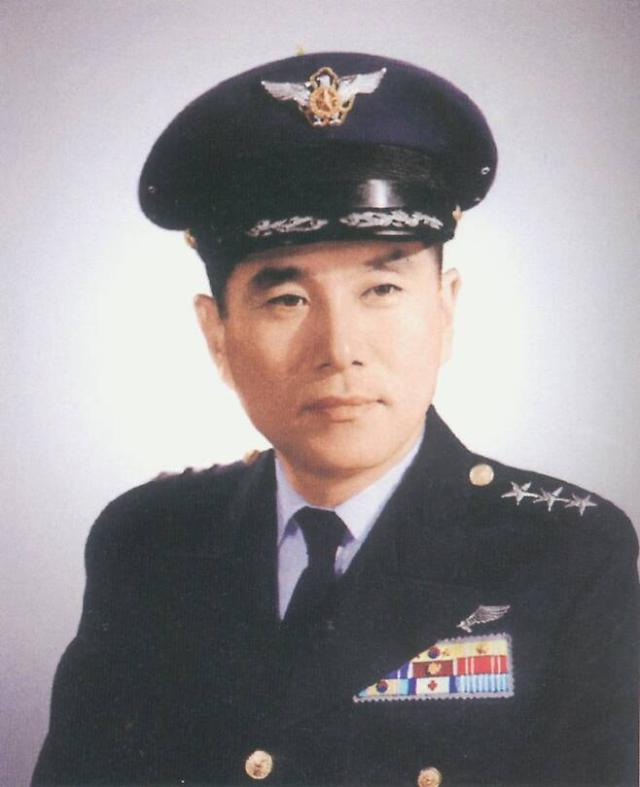
金昌圭／11月9日没

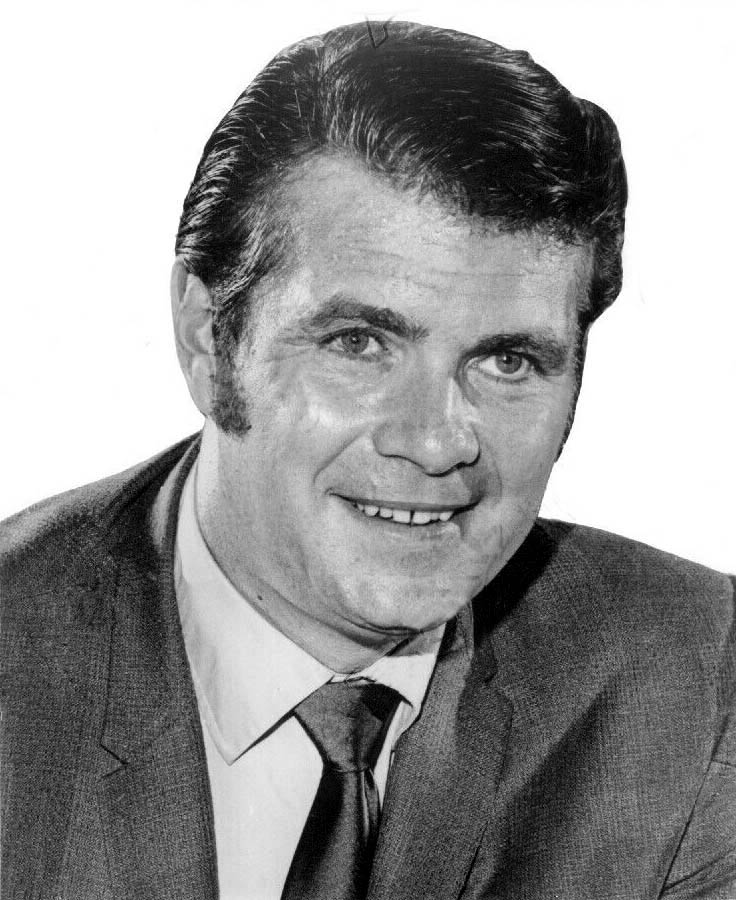
トム・ヘインソーン／11月9日没

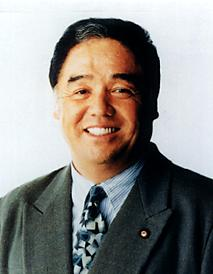
坪井一宇／11月9日没

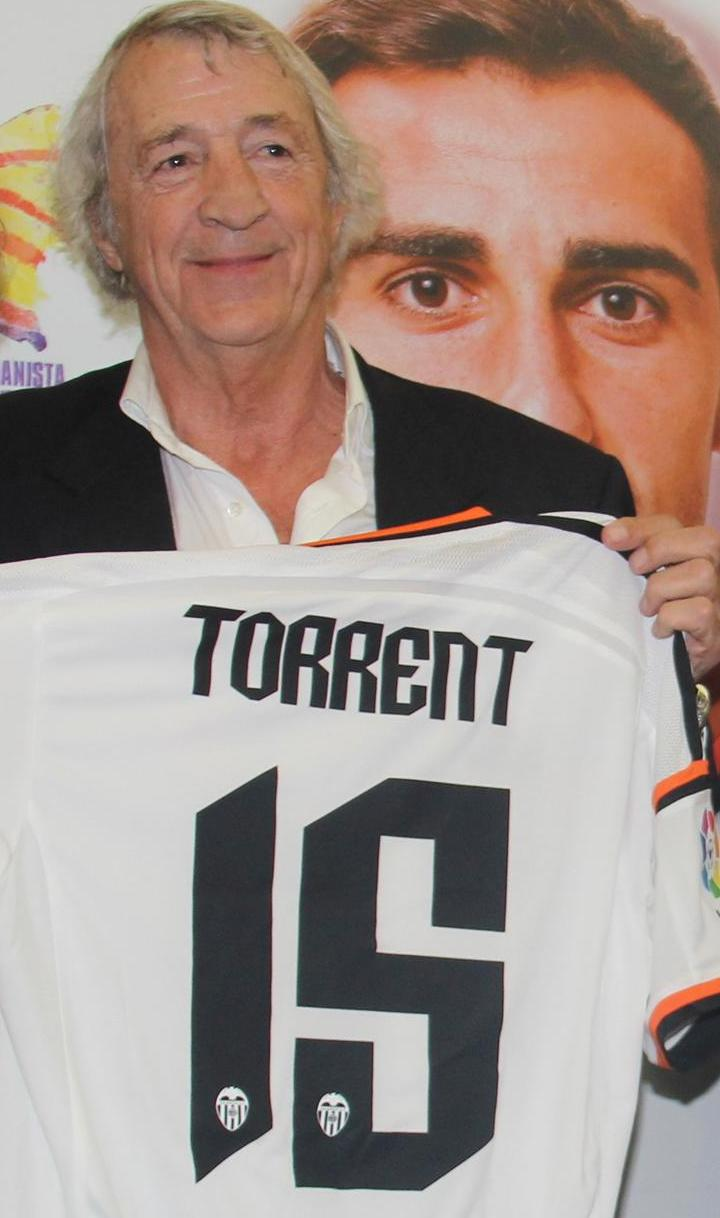
フアン・ソル／11月10日没

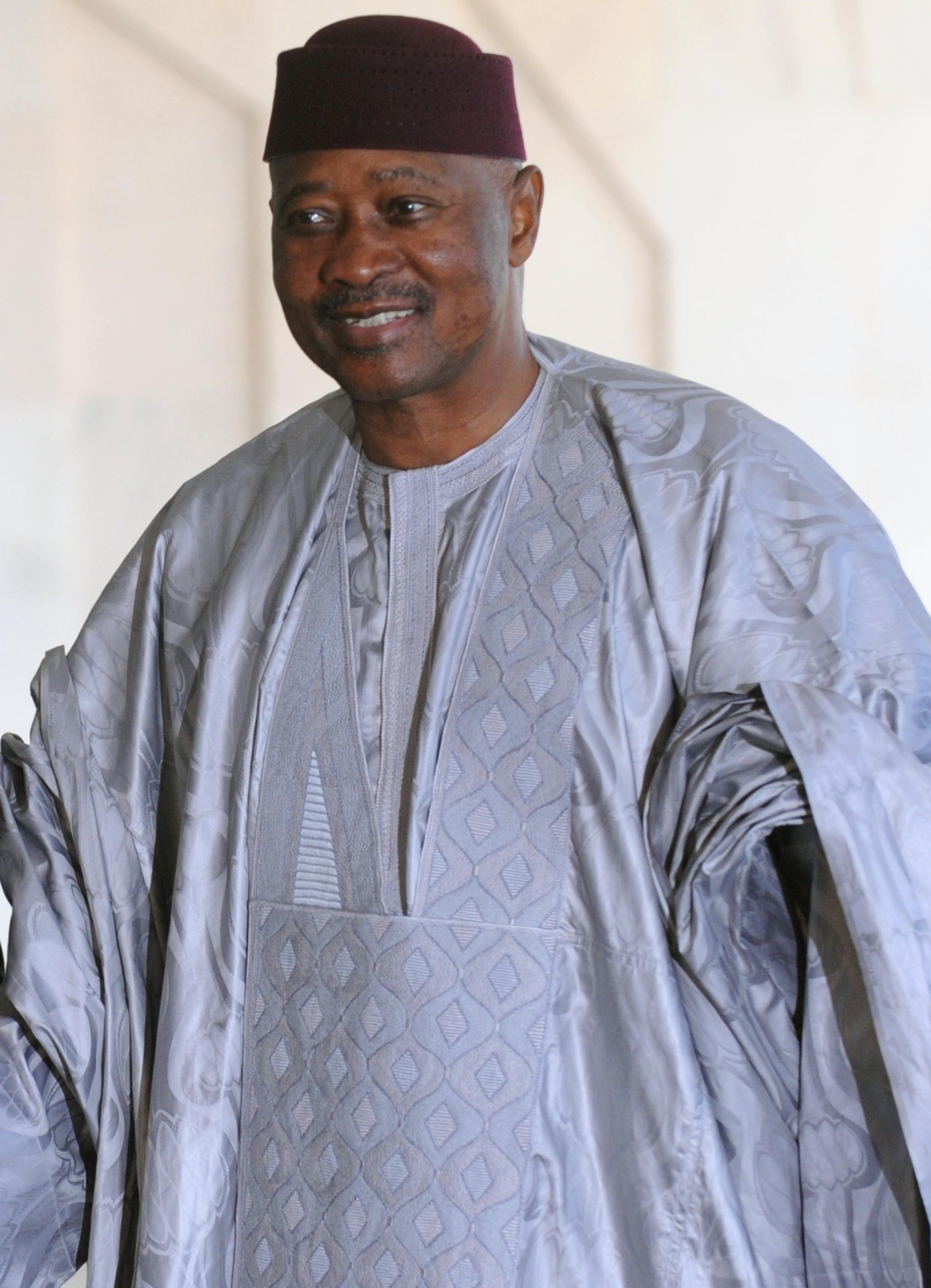
アマドゥ・トゥマニ・トゥーレ／11月10日没

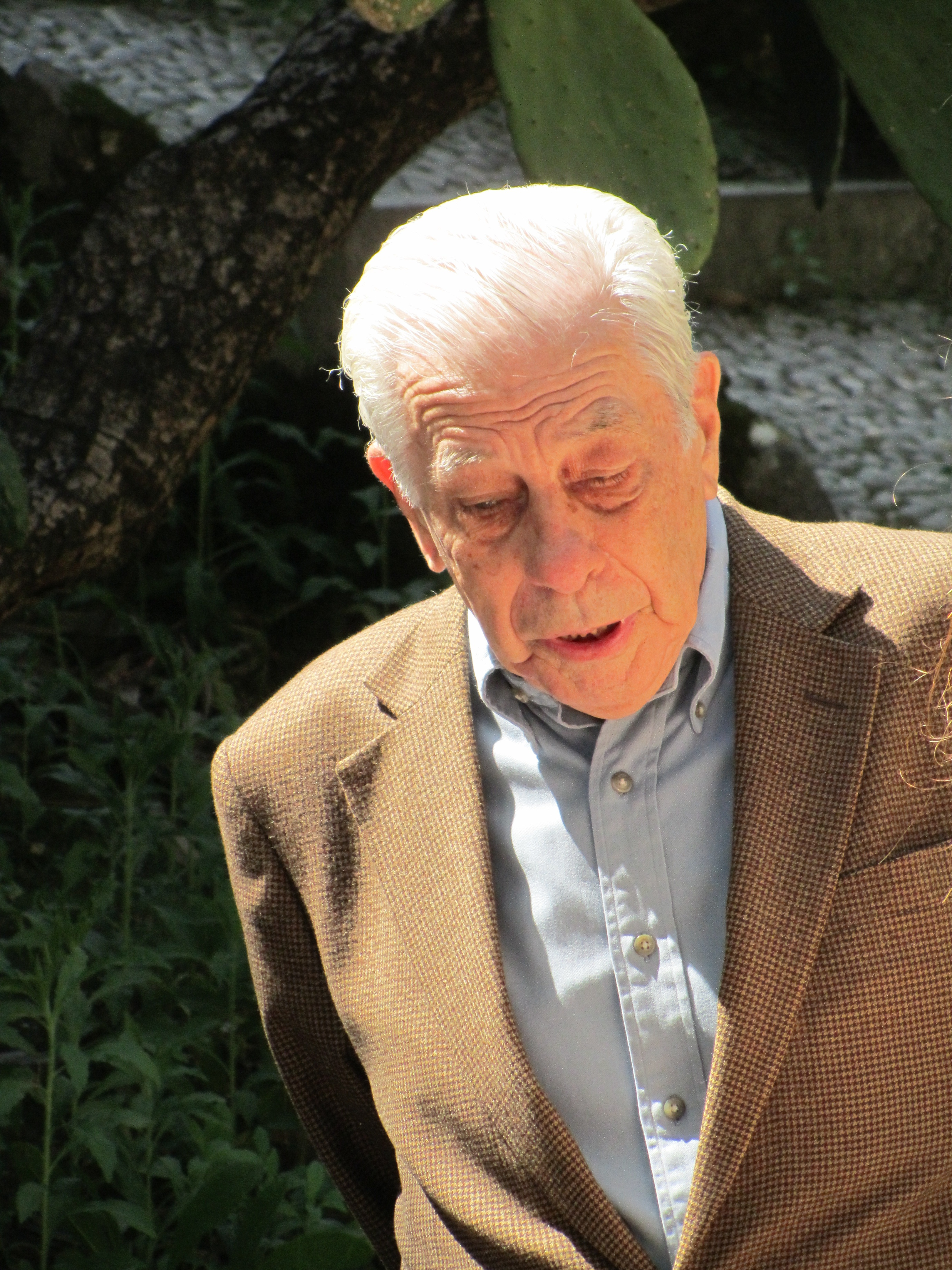
ゴンサロ・リベイロ・テレス／11月11日没

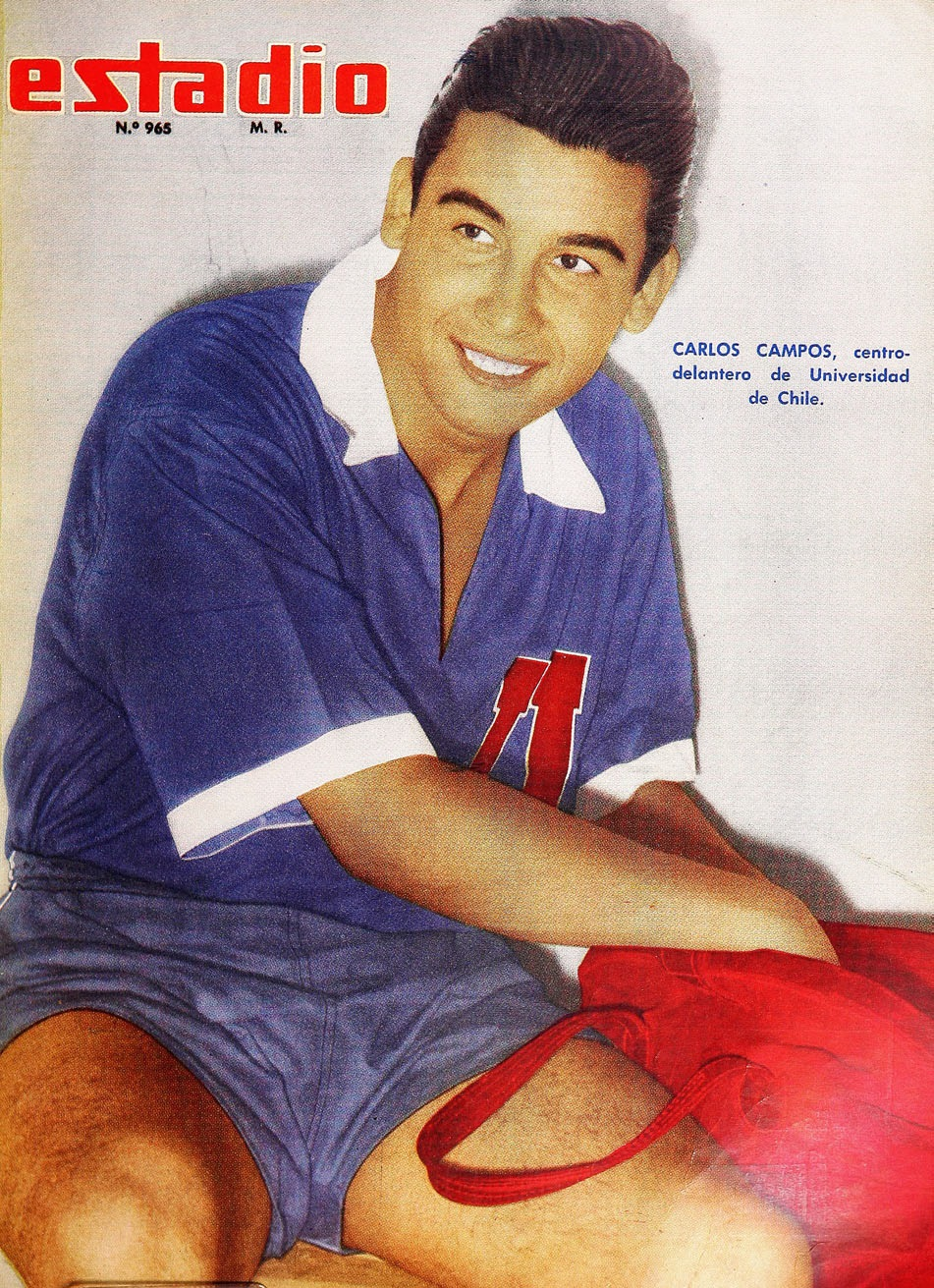
カルロス・カンポス／11月11日没

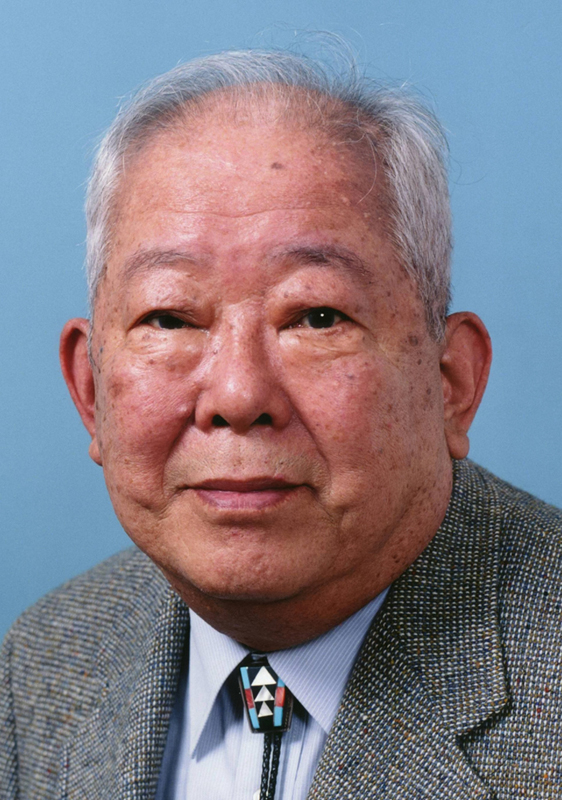
小柴昌俊／11月12日没

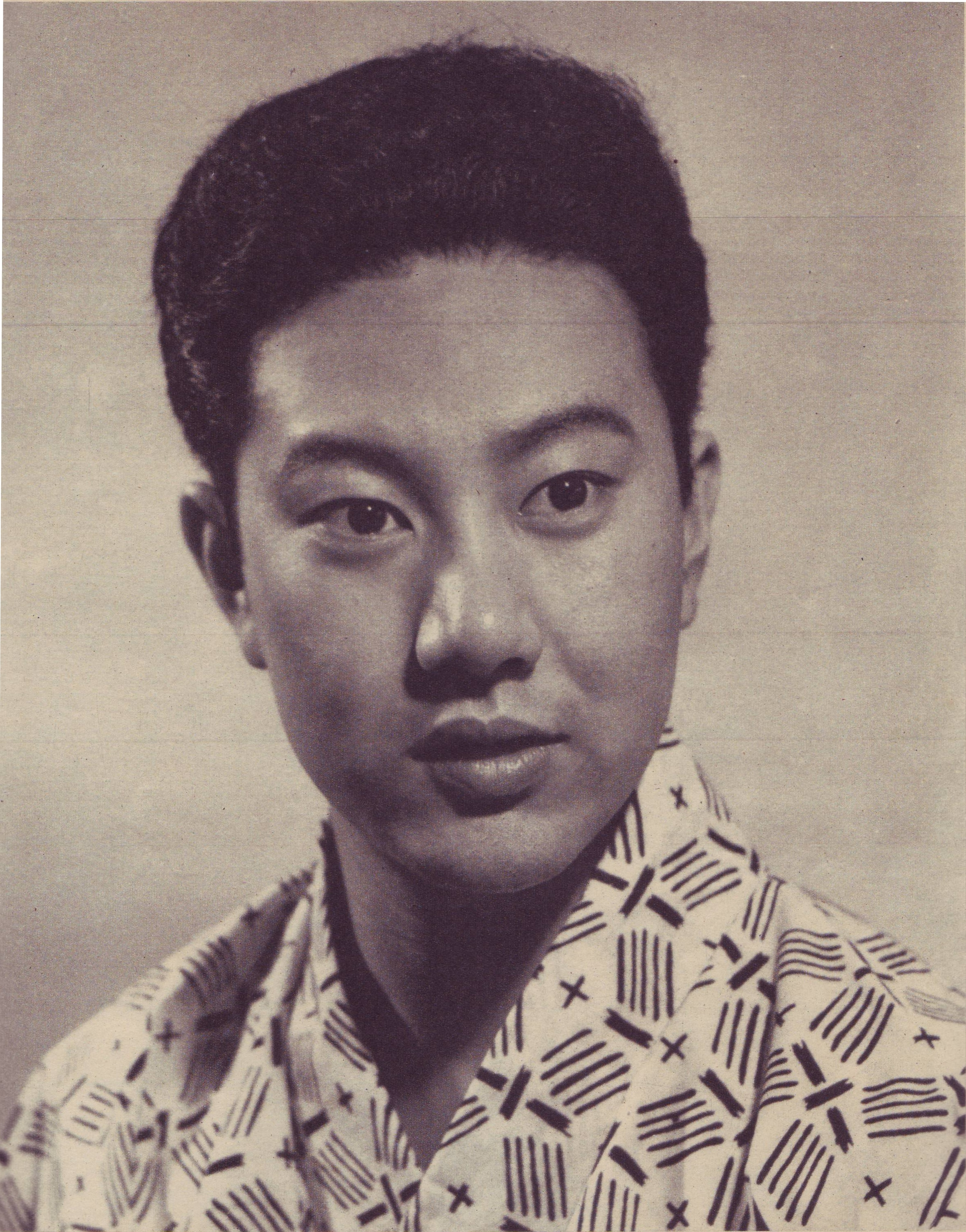
四世坂田藤十郎／11月12日没

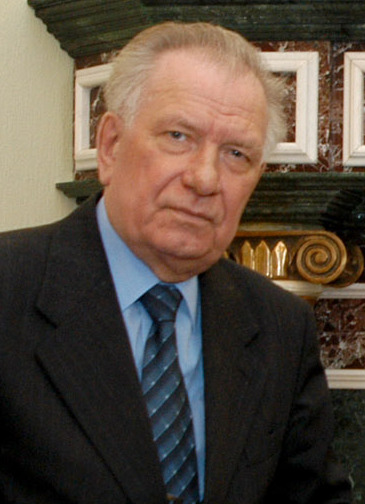
レオニード・ポタポフ／11月12日没

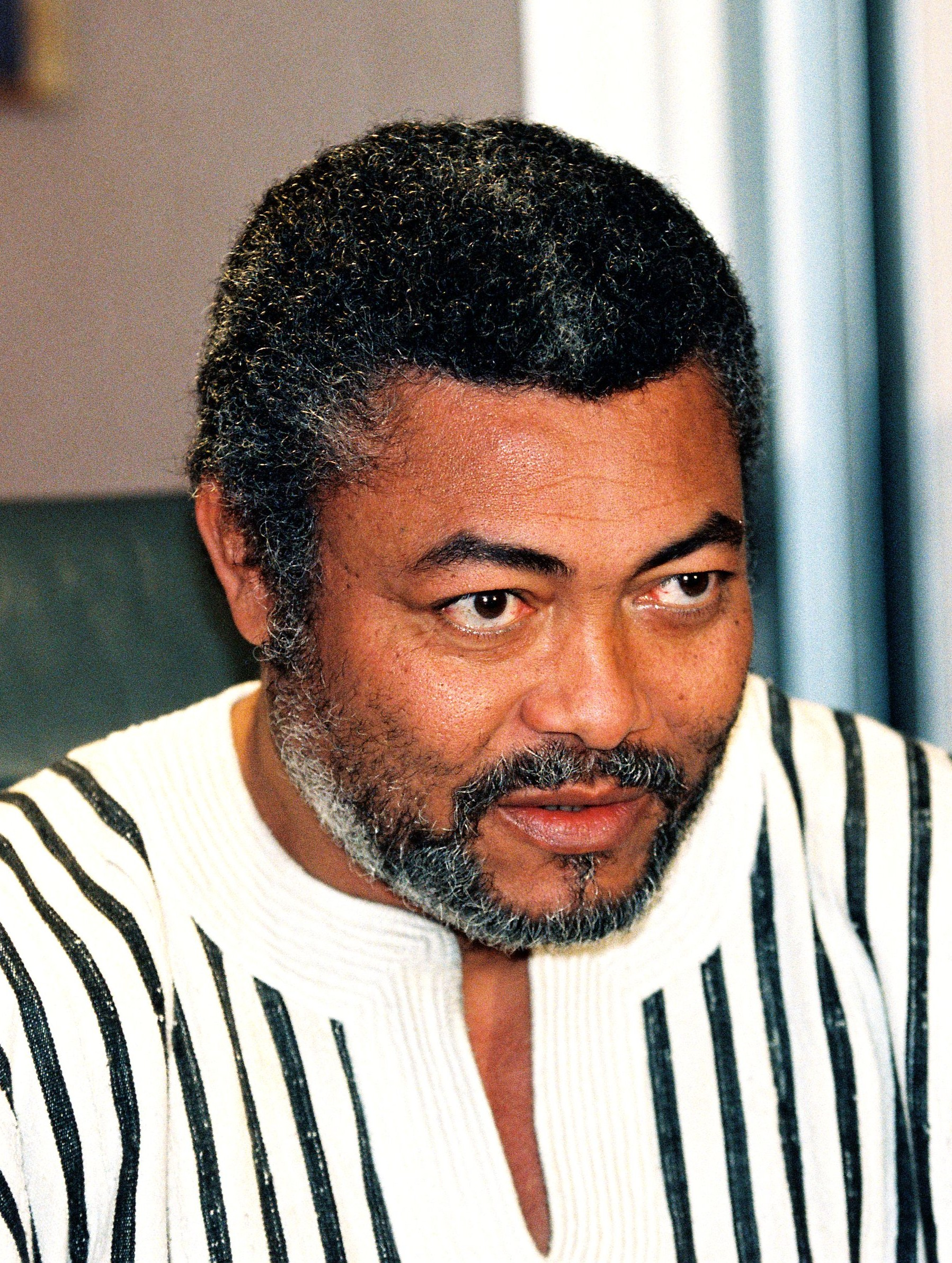
ジェリー・ローリングス／11月12日没

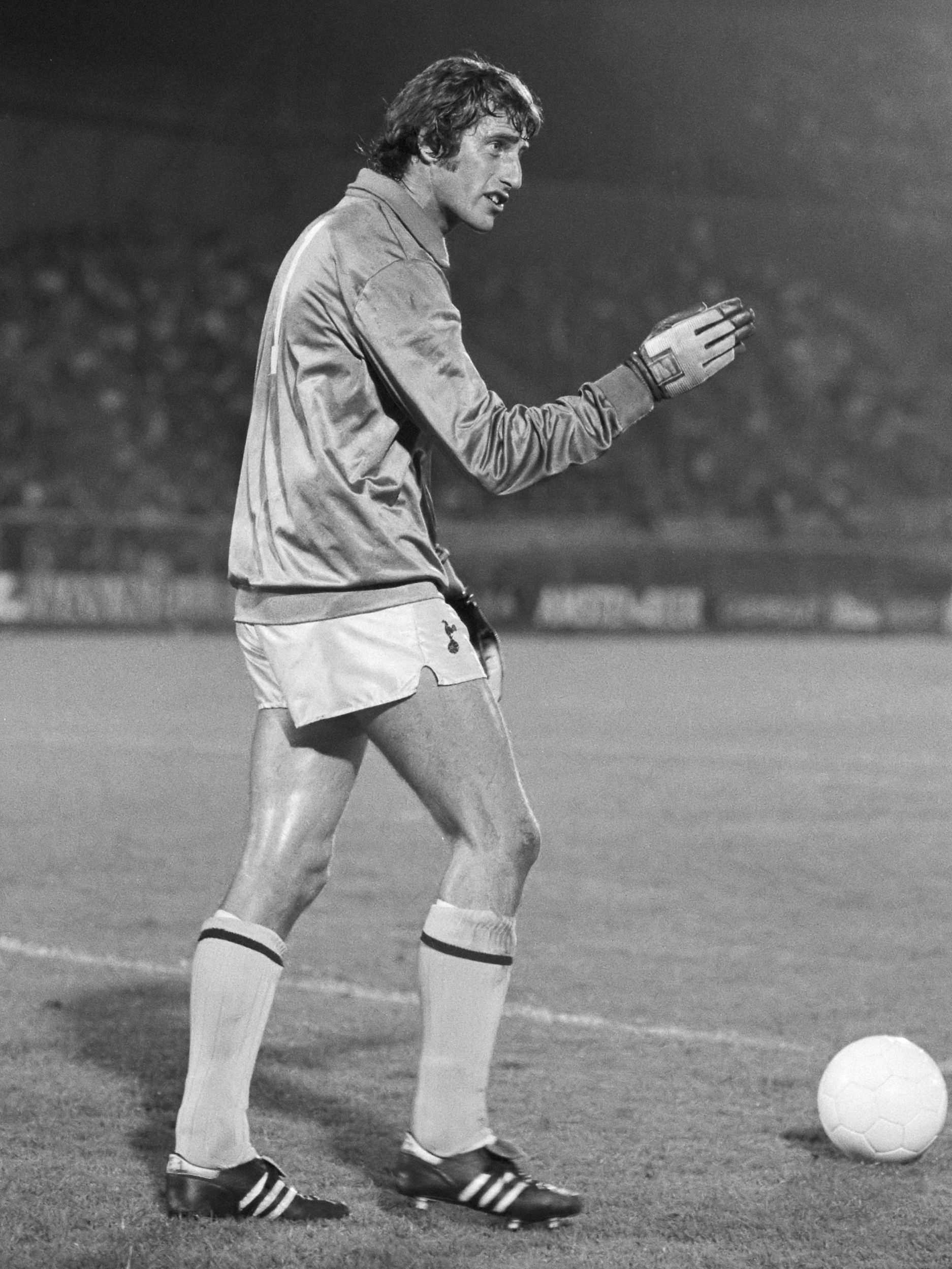
レイ・クレメンス／11月15日没

- 11月1日 - トーマス・ゲルト（英語版）、フィンランドの元軍人、存命最後のマンネルハイム十字章受賞者（* 1922年）[1]
- 11月1日 - ペドロ・イトゥラルデ（英語版）、スペインのサクソフォーン奏者、作曲家（* 1929年）[2]
- 11月1日 - キャロル・アーサー、アメリカ合衆国の女優（* 1935年）[3]
- 11月1日 - 河本隆雄、日本の実業家、日本バンテン（現アシードホールディングス）創業者（* 1940年）[4]
- 11月1日 - ニコライ・マクシュータ、ロシアの政治家、元ヴォルゴグラード州知事（* 1947年）[5]
- 11月1日 - 張毅（中国語版）、台湾の映画監督、ガラス工芸家（* 1951年）[6]
- 11月1日 - ニッキ・マッキビン（英語版）、アメリカ合衆国のシンガーソングライター、リアリティ番組出演者（* 1978年）[7]
- 11月1日 - エディ・ハッセル（英語版） 、アメリカ合衆国の俳優（* 1990年）[8]
- 11月2日 - アーメド・ララーキー（英語版）、モロッコの政治家、元首相、元外相（* 1931年）[9]
- 11月2日 - バロン・ウォールマン（英語版）、アメリカ合衆国の写真家（* 1937年）[10]
- 11月2日 - ジジ・プロイエッティ、イタリアの俳優、声優、映画監督、脚本家（* 1940年）[11]
- 11月2日 - 内村寬司、日本の競馬調教師【愛知県競馬組合所属】、元騎手（* 1950年）[12]
- 11月2日 - パク・ジソン、韓国のお笑い芸人（* 1984年）[13]
- 11月3日 - 針生誠吉、日本の法学者、東京都立大学名誉教授（* 1927年）[14]
- 11月3日 - エルサ・レイヴン（英語版）、アメリカ合衆国の女優（* 1929年）[15]
- 11月3日 - 松田浩、日本のメディア研究者（* 1929年）[16]
- 11月3日 - クロード・ジロー（フランス語版）、フランスの俳優（* 1936年）[17]
- 11月3日 - 外間盛善、日本の政治家、沖縄県議員【自由民主党所属】、元沖縄県議会議長（* 1937年）[18]
- 11月3日 - 國井利泰、日本の情報科学者、会津大学元学長・名誉教授、東京大学名誉教授（* 1938年）[19]
- 11月3日 - 國信滿、日本の競馬調教師【ホッカイドウ競馬所属】、元騎手（* 1955年）[20]
- 11月4日 - 鹿島昭一、日本の実業家、元鹿島建設社長（* 1930年）[21]
- 11月4日 - ラクダル・ブレガア（英語版）、アルジェリアの民族主義活動家（* 1933年）[22]
- 11月4日 - 加藤瑠璃子、日本の俳人、現代俳句協会顧問（* 1936年）[23]
- 11月4日 - ケン・ヘンズレー、イギリスのミュージシャン、音楽プロデューサー、元ユーライア・ヒープメンバー（* 1945年）[24]
- 11月4日 - 土屋嶢、日本の実業家、大垣共立銀行会長（* 1946年）[25]
- 11月5日 - 欧陽中石（中国語版）、中華人民共和国の書家（* 1928年）[26]
- 11月5日 - 仙田容子、日本の舞踊家（* 1929年）[27]
- 11月5日 - レン・バリー（英語版）、アメリカ合衆国の歌手、ザ・ドーヴェルズ（英語版）メンバー（* 1942年）[28]
- 11月5日 - ジョニー・パリデス、ベネズエラの元プロ野球選手【ヤクルト・スワローズ所属】（* 1962年）[29]
- 11月6日 - 小林一敏、日本のバイオメカニクス学者、筑波大学名誉教授（* 1930年）[30]
- 11月6日 - フェルナンド・E・ソラナス、アルゼンチンの映画監督（* 1936年）[31]
- 11月6日 - 金子宜嗣、日本の実業家、前昭和グループ代表（* 1936年）[32]
- 11月6日 - ジム・マルライ（英語版）、クック諸島の政治家、第10代首相（* 1947年）[33]
- 11月6日 - ステファノ・ドラツィオ（イタリア語版）、イタリアのドラマー、イ・プーメンバー（* 1948年）[34]
- 11月6日 - キング・ヴォン、アメリカ合衆国のラッパー（* 1994年）[35]
- 11月7日 - 楊振鐸、中華人民共和国の武術家、第4代楊式太極拳代表（* 1926年）[36]
- 11月7日 - ノーム・クロスビー（英語版）、アメリカ合衆国のコメディアン（* 1927年）[37]
- 11月7日 - 岡本進、日本の実業家、元鐘紡（現クラシエホールディングス）社長（* 1927年）[38]
- 11月7日 - 中地俊夫、日本の歌人、元「短歌人」発行人（* 1930年）[39]
- 11月7日 - ソン・ジェホ（朝鮮語版）、韓国の俳優（* 1937年）[40]
- 11月7日 - 津曲敏郎、日本の民族言語学者、北海道大学名誉教授、北海道立北方民族博物館館長（* 1951年）[41]
- 11月7日 - ボーンズ・ヒルマン（英語版）、ニュージーランドのベーシスト、ミッドナイト・オイルメンバー（* 1958年）[42]
- 11月8日 - 照井栄、日本の彫刻家（* 1932年）[43]
- 11月8日 - 森田清、日本の実業家、元第一三共会長（* 1939年）[44]
- 11月8日 - アレックス・トレベック、カナダ出身のアメリカ合衆国のテレビ番組司会者（* 1940年）[45]
- 11月9日 - 金昌圭、日本統治下朝鮮出身の韓国の元軍人、実業家、政治家（* 1920年）[46]
- 11月9日 - 葦埜勲、日本の熱流体力学者、福井大学名誉教授（* 1925年）[47]
- 11月9日 - トム・ヘインソーン、アメリカ合衆国の元バスケットボール選手・指導者、バスケットボール殿堂（* 1934年）[48]
- 11月9日 - 佐藤敬夫、日本の政治家、元衆議院議員【自由民主党などに所属】（* 1935年）[49]
- 11月9日 - イスラエル・ホロヴィッツ（英語版）、アメリカ合衆国の劇作家、脚本家（* 1939年）[50]
- 11月9日 - 坪井一宇、日本の政治家、元参議院議員【自由民主党所属】（* 1939年）[51]
- 11月9日 - ブルーノ・バルベイ（英語版）、モロッコ出身のフランスの写真家（* 1941年）[52]
- 11月9日 - フェルナンド・アッツォーリ（英語版）、イタリアの元ボクシング選手、1964年東京オリンピックフライ級金メダリスト（* 1942年）[53]
- 11月9日 - 兵頭克盛、日本の実業家、元タキロン（現タキロンシーアイ）社長（* 1948年）[54]
- 11月10日 - ディノ・ダ・コスタ（英語版）、ブラジル出身のイタリアの元サッカー選手、元同国代表（* 1931年）[55]
- 11月10日 - 相原康彦、日本の流体力学者、東京大学名誉教授、元航空・鉄道事故調査委員会委員長（* 1933年）[56]
- 11月10日 - スヴェン・ヴォルテル（英語版）、スウェーデンの俳優（* 1934年）[57]
- 11月10日 - マフムード・ヤヴァーリー（英語版）、イランの元サッカー選手・指導者、元同国代表・代表監督（* 1939年）[58]
- 11月10日 - フアン・ソル、スペインの元サッカー選手、元同国代表（* 1947年）[59]
- 11月10日 - アマドゥ・トゥマニ・トゥーレ、マリ共和国の政治家、第4代大統領（* 1949年）[60]
- 11月10日 - ラハイユ・スパンガ（英語版）、インドネシアの作曲家（* 1949年）[61]
- 11月10日 - サエブ・アリカット（英語版）、パレスチナの政治家、パレスチナ解放機構事務局長（* 1955年）[62]
- 11月10日 - DJスピンバッド（英語版）、アメリカ合衆国のDJ、音楽プロデューサー（* 1974年）[63]
- 11月11日 - ゴンサロ・リベイロ・テレス、ポルトガルのランドスケープ・アーキテクチャー 、造園家、政治家（* 1922年）[64]
- 11月11日 - ハリーファ・ビン・サルマン・アール・ハリーファ（英語版）、バーレーンの首相（* 1935年）[65]
- 11月11日 - カルロス・カンポス、チリの元サッカー選手、元同国代表（* 1937年）[66]
- 11月11日 - 熊本典道、日本の元裁判官、元弁護士（* 1938年）[67]
- 11月11日 - 岩名雅記、日本の舞踏家、映像作家、声優（* 1945年）[68]
- 11月12日 - 渋谷恵照、日本の僧侶、前真宗佛光寺派門主（* 1925年）[69]
- 11月12日 - 小柴昌俊、日本の物理学者、天文学者、東京大学特別栄誉教授、ノーベル物理学賞受賞者（* 1926年）[70]
- 11月12日 - ネリー・カプラン（英語版）、アルゼンチン出身のフランスの映画監督（* 1931年）[71]
- 11月12日 - 四世坂田藤十郎、日本の歌舞伎俳優、文化勲章受章者（* 1932年）[72]
- 11月12日 - レオニード・ポタポフ、ロシアの政治家、元ブリヤート共和国大統領、同最高会議議長（* 1935年）[73]
- 11月12日 - ジャエノ・ロール（英語版）、ドイツの撮影監督（* 1939年）[74]
- 11月12日 - アラン・グレイザー、イギリスのダーツプレイヤー（* 1939年）[75]
- 11月12日 - 大久保喬樹、日本の比較文学者、東京女子大学名誉教授（* 1946年）[76]
- 11月12日 - ジェリー・ローリングス、ガーナの政治家、第8・10代国家元首、第四共和政初代大統領（* 1947年）[77]
- 11月13日 - 奥田精一郎、日本の競泳指導者、イトマンスイミングスクール名誉会長（* 1920年）[78]
- 11月13日 - 大津淳、日本の元プロ野球選手【阪神タイガース所属】、元阪神タイガース営業部長（* 1932年）[79]
- 11月13日 - ポール・ホーナング（英語版）、アメリカ合衆国のアメリカンフットボール選手、プロフットボール殿堂（* 1935年）[80]
- 11月13日 - 佐藤良晴、日本の実業家、元山武（現アズビル）社長（* 1938年）[81]
- 11月13日 - ピーター・サトクリフ、イギリスのシリアルキラー（* 1946年）[82]
- 11月13日 - ダグ・スーパーノウ（英語版）、アメリカ合衆国のカントリー・ミュージックシンガー（* 1960年）[83]
- 11月13日 - ジム・ペース、アメリカ合衆国のレーシングドライバー（* 1961年）[84]
- 11月13日 - 窪寺昭、日本の俳優（* 1977年）[85][86]
- 11月14日 -  清水鳩子、日本の活動家、元主婦連合会会長（* 1924年）[87]
- 11月14日 - 吉川和広、日本の土木計画学者、京都大学名誉教授（* 1930年）[88]
- 11月14日 - リンディ・マクダニエル（英語版）、アメリカ合衆国の元MLB選手（* 1935年）[89]
- 11月14日 - ハサン・ムラトヴィッチ（英語版）、ボスニア・ヘルツェゴビナの政治家、第4代首相（* 1940年）[90]
- 11月15日 - 保科昭彦、日本の実業家、元読売新聞社取締役、元読売巨人軍球団代表（* 1932年）[91]
- 11月15日 - 川向秀武、日本の教育学者、萩国際大学（現至誠館大学）元学長、福岡国際大学名誉教授（* 1937年）[92]
- 11月15日 - レイ・クレメンス、イングランドの元サッカー選手、元同国代表（* 1948年）[93]
- 11月15日 - よのひかり、日本の女性声優（* 1974年）[94][95]

## (16日 - 30日)

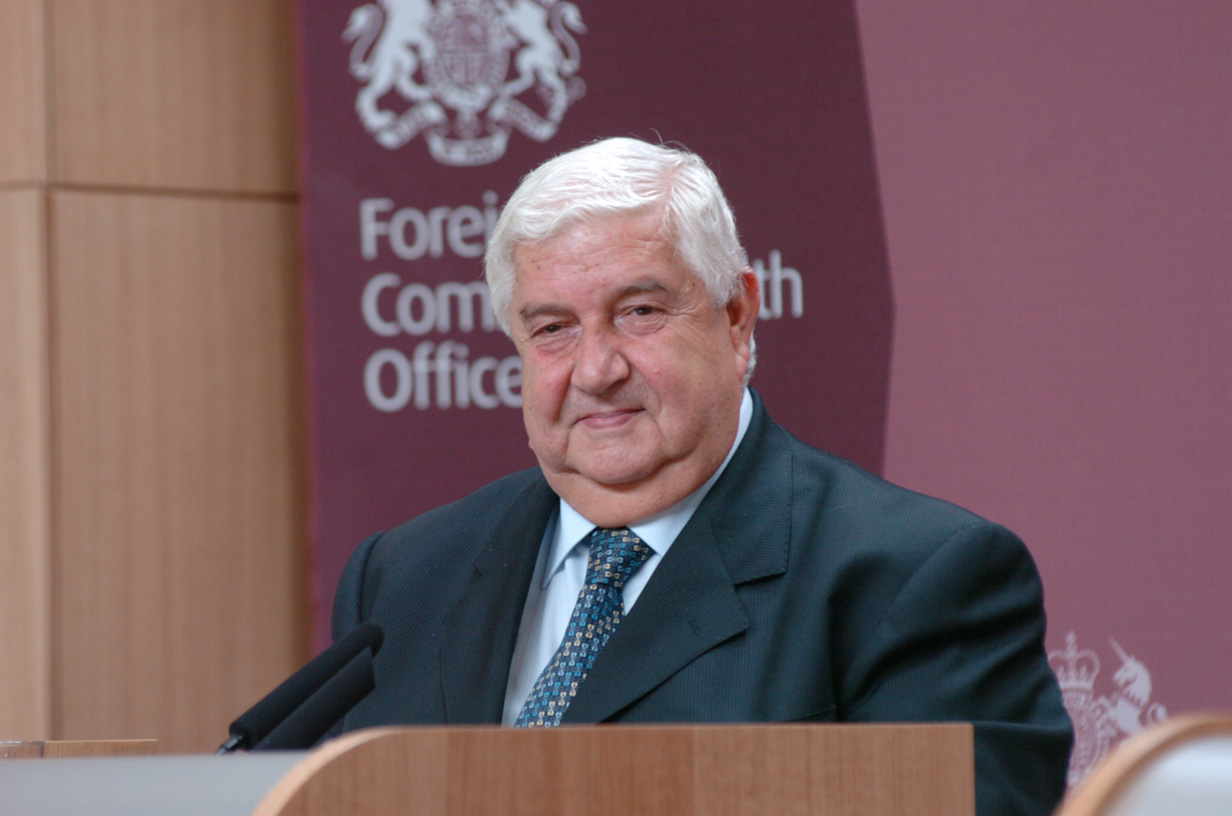
ワリード・アル＝ムアッリム／11月16日没

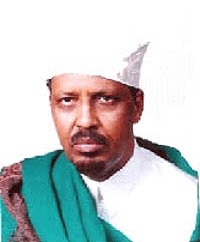
ウマル・アルテ・ガリブ／11月18日没

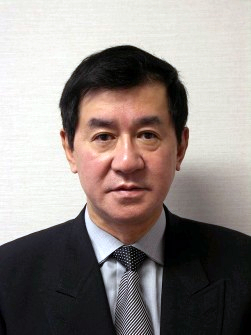
岡田裕介／11月18日没

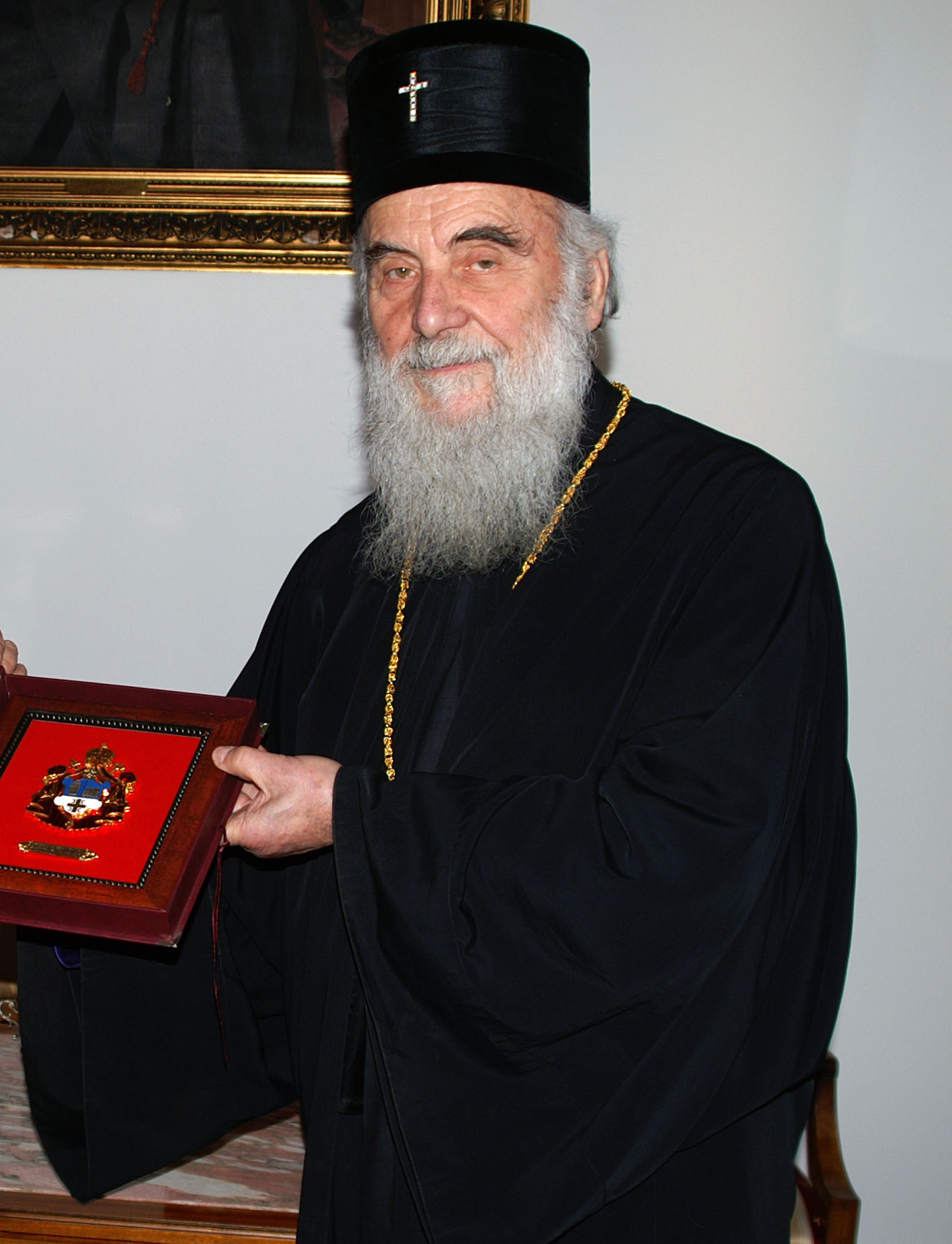
イリネイ／11月20日没

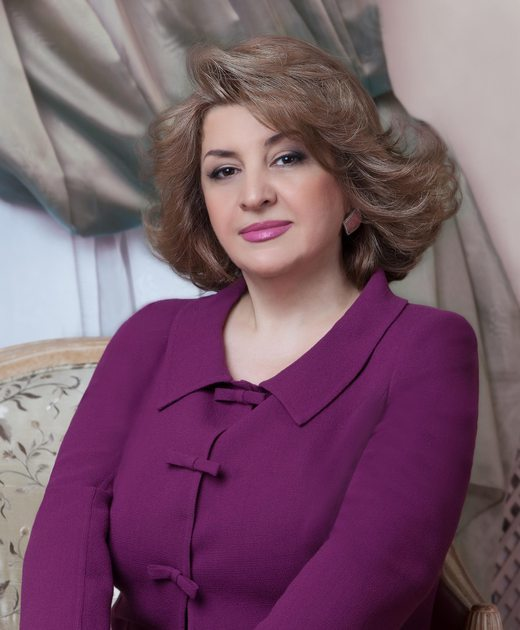
リタ・サルキシャン／11月20日没

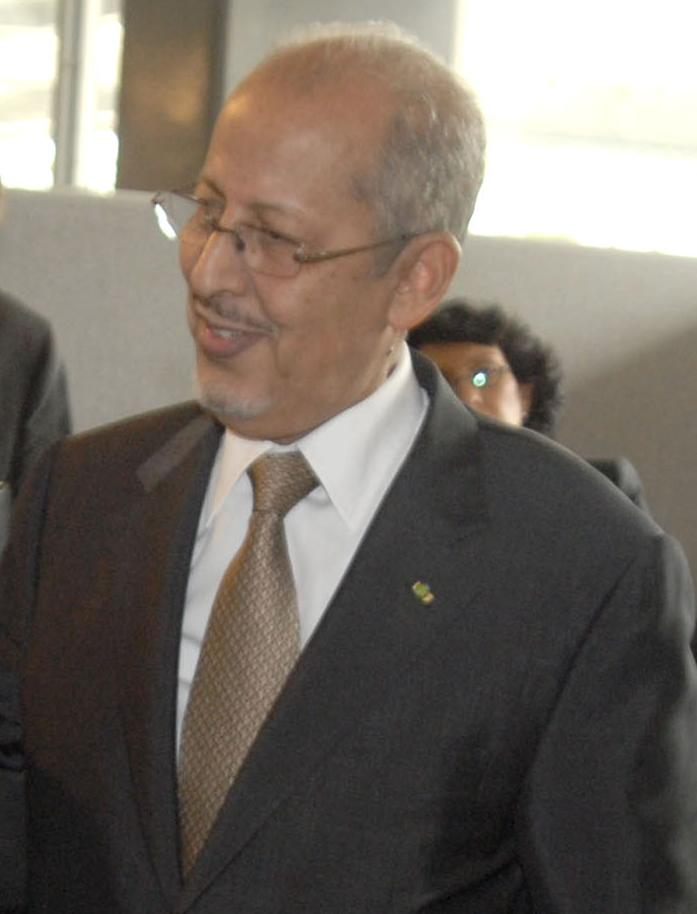
シディ・モハメド・ウルド・シェイク・アブダライ／11月22日没

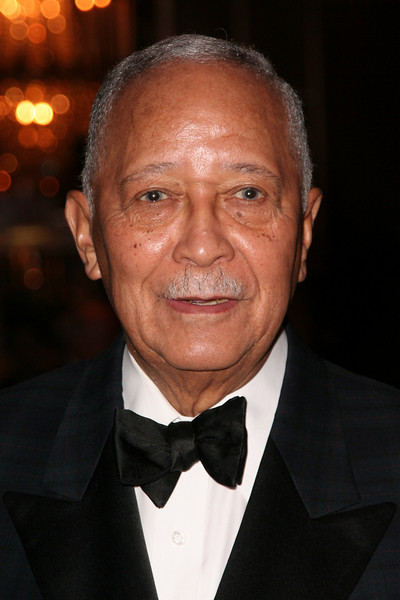
デイヴィッド・ディンキンズ／11月23日没

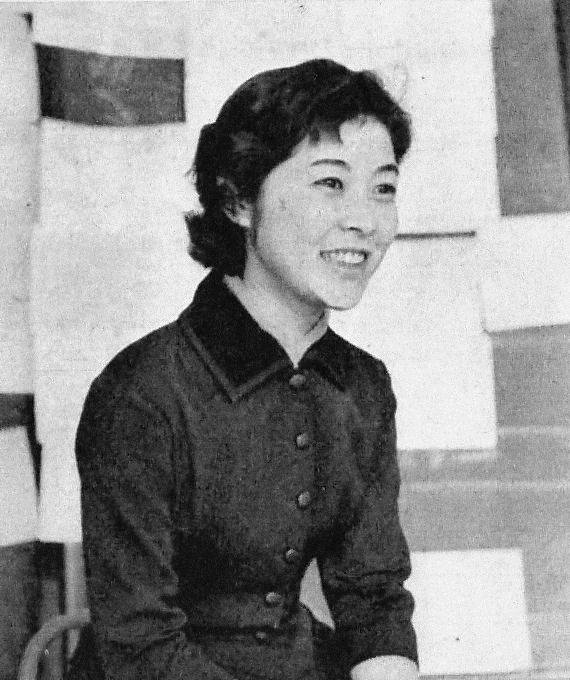
幸田弘子／11月24日没

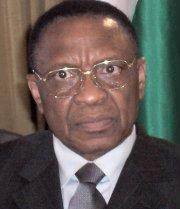
タンジャ・ママドゥ／11月24日没

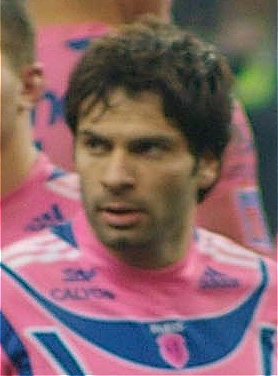
クリストフ・ドミニシ／11月24日没

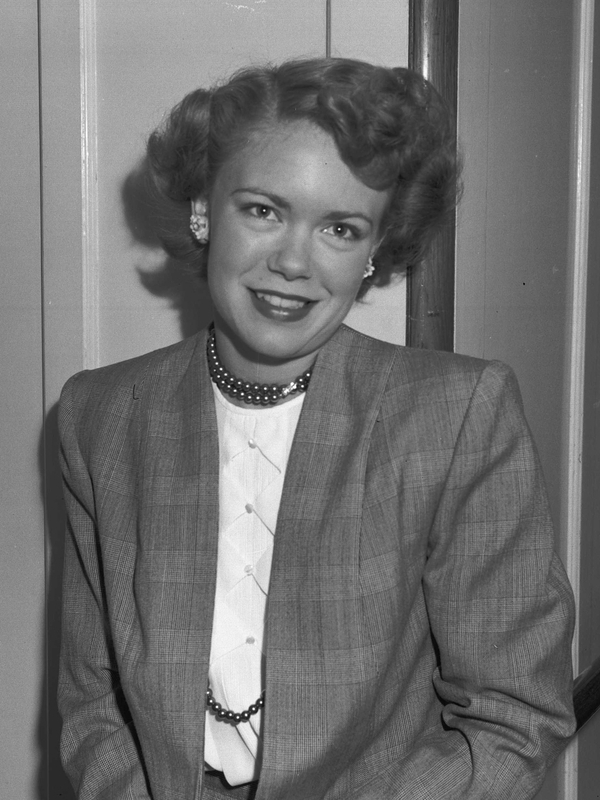
カミラ・ウィックス／11月25日没

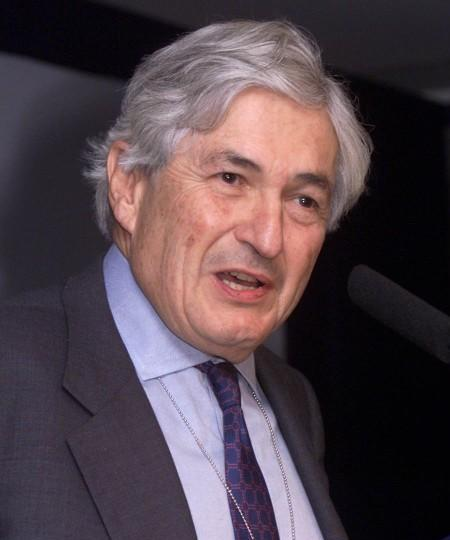
ジェームズ・ウォルフェンソン／11月25日没

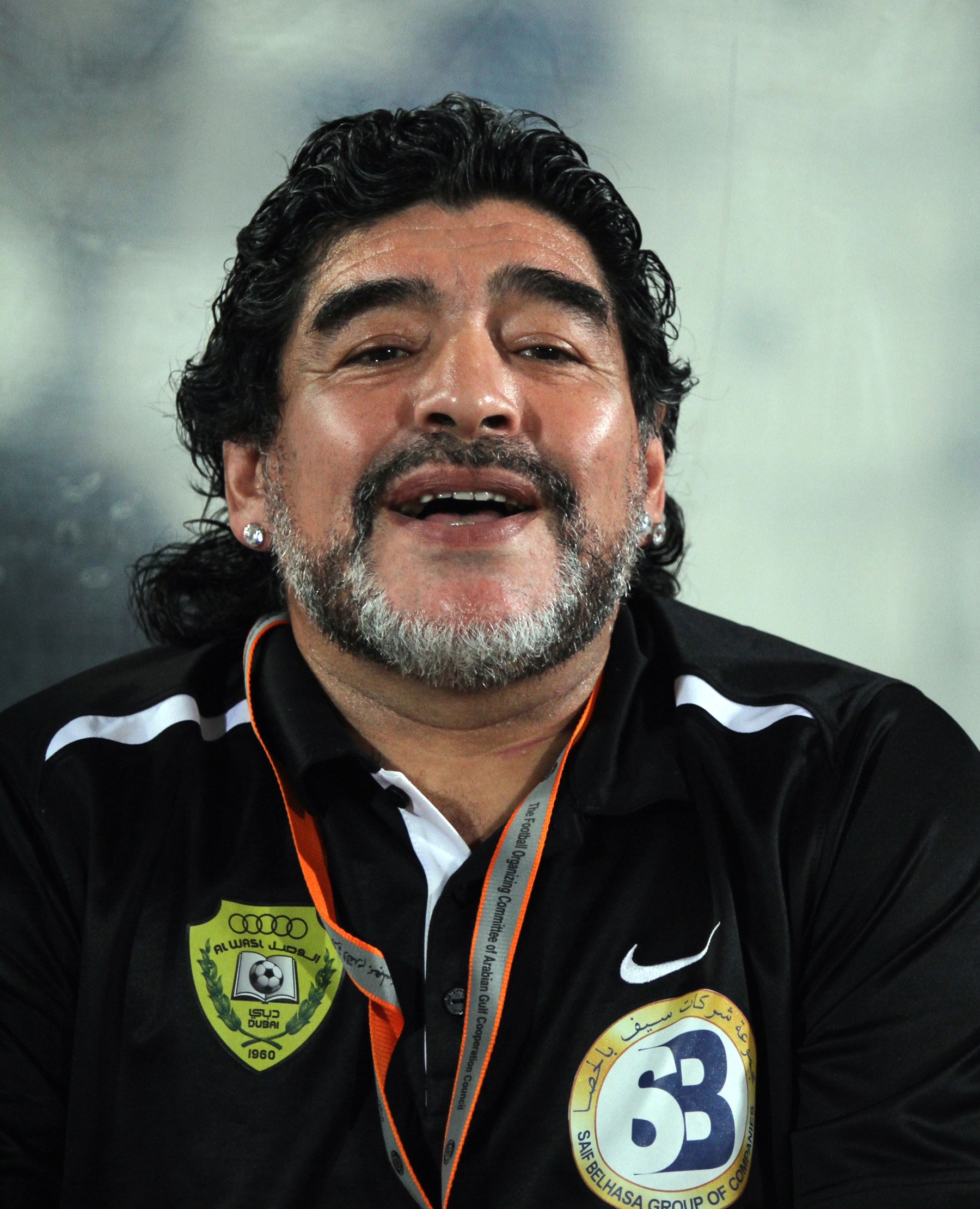
ディエゴ・マラドーナ／11月25日没

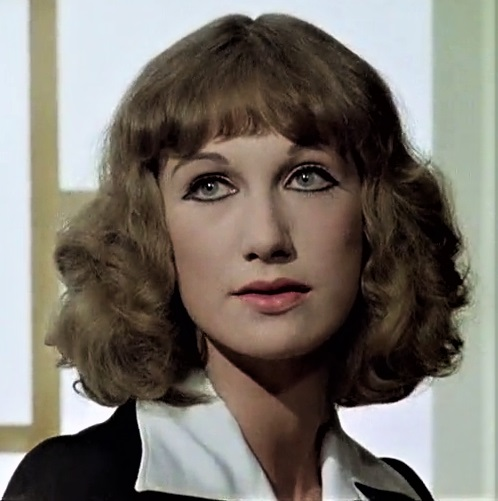
ダリア・ニコロディ／11月26日没

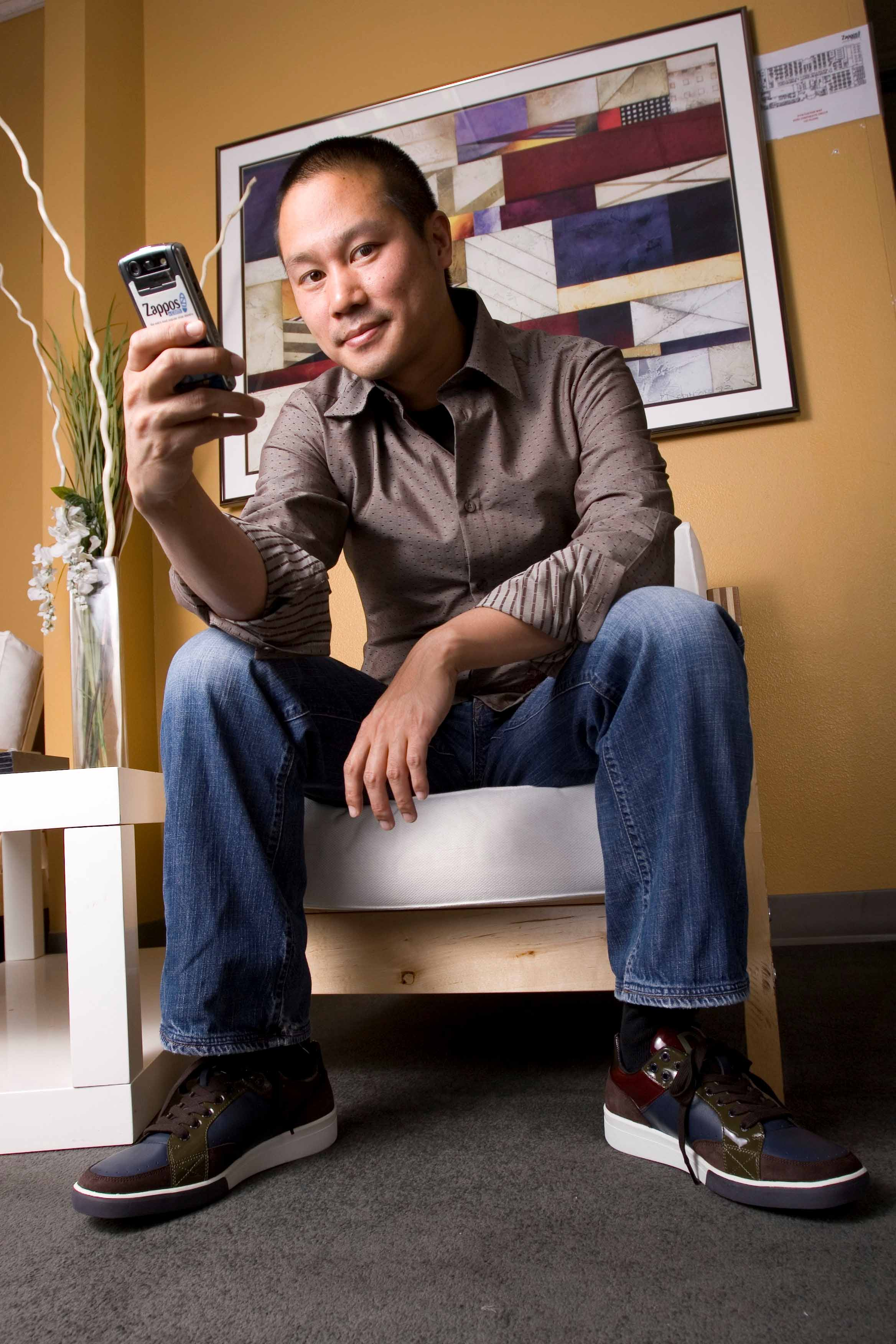
トニー・シェイ／11月27日没

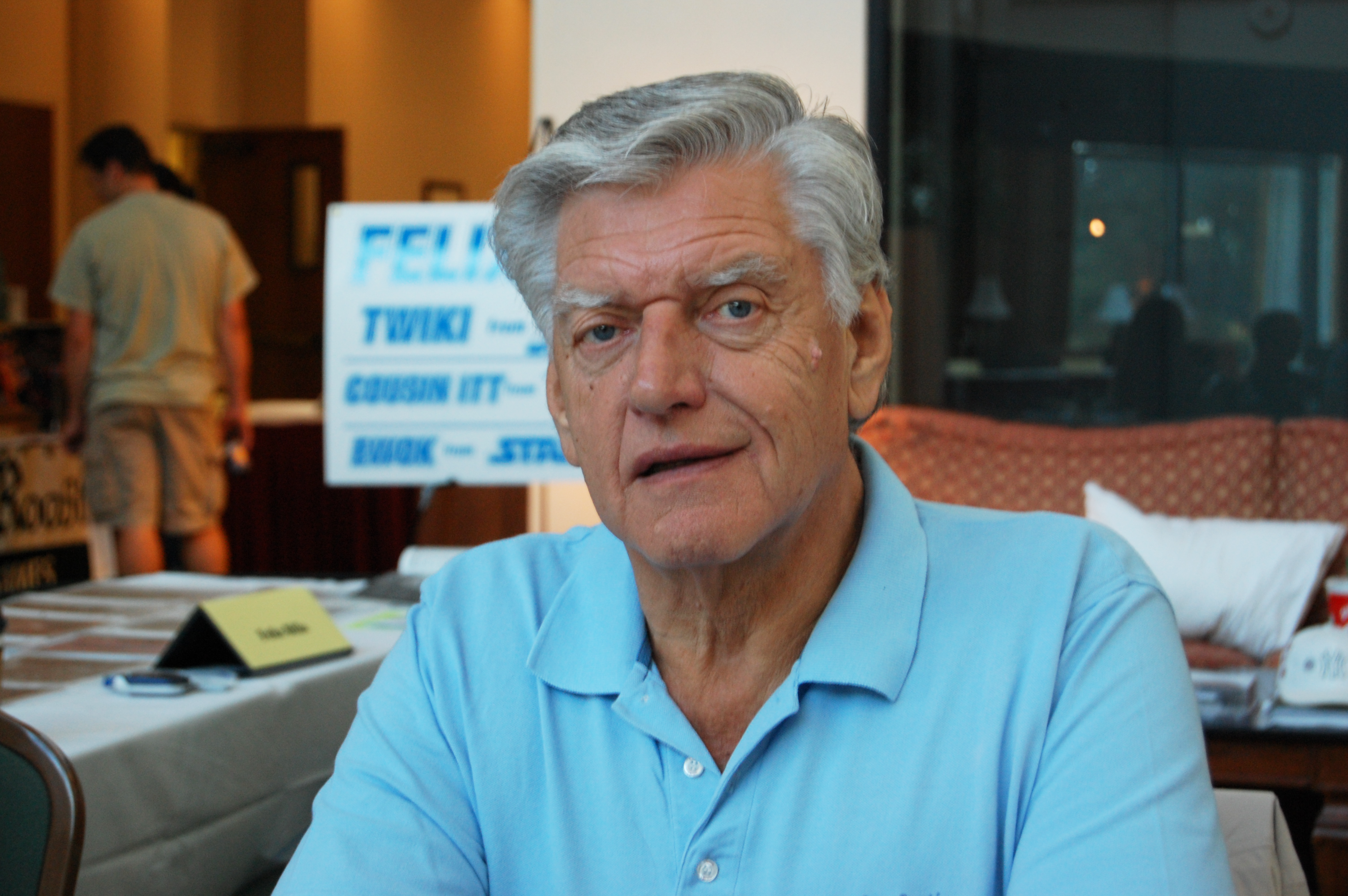
デヴィッド・プラウズ／11月28日没

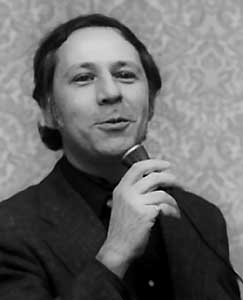
ベン・ボーヴァ／11月29日没

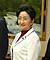
浜四津敏子／11月29日没

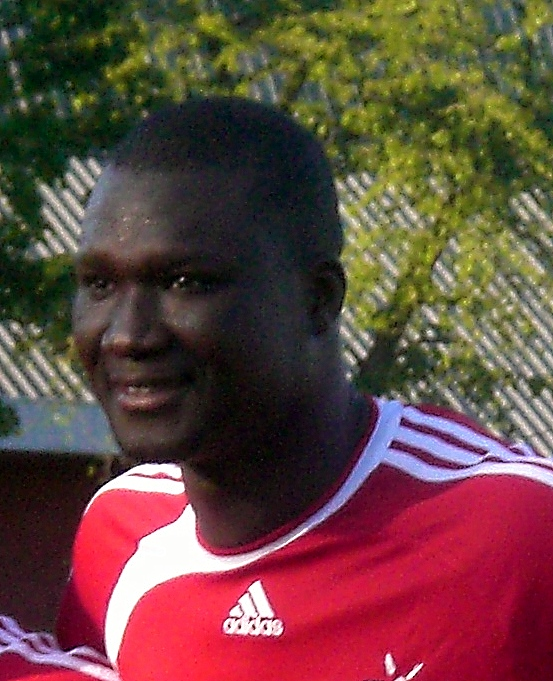
パパ・ブバ・ディオプ／11月29日没

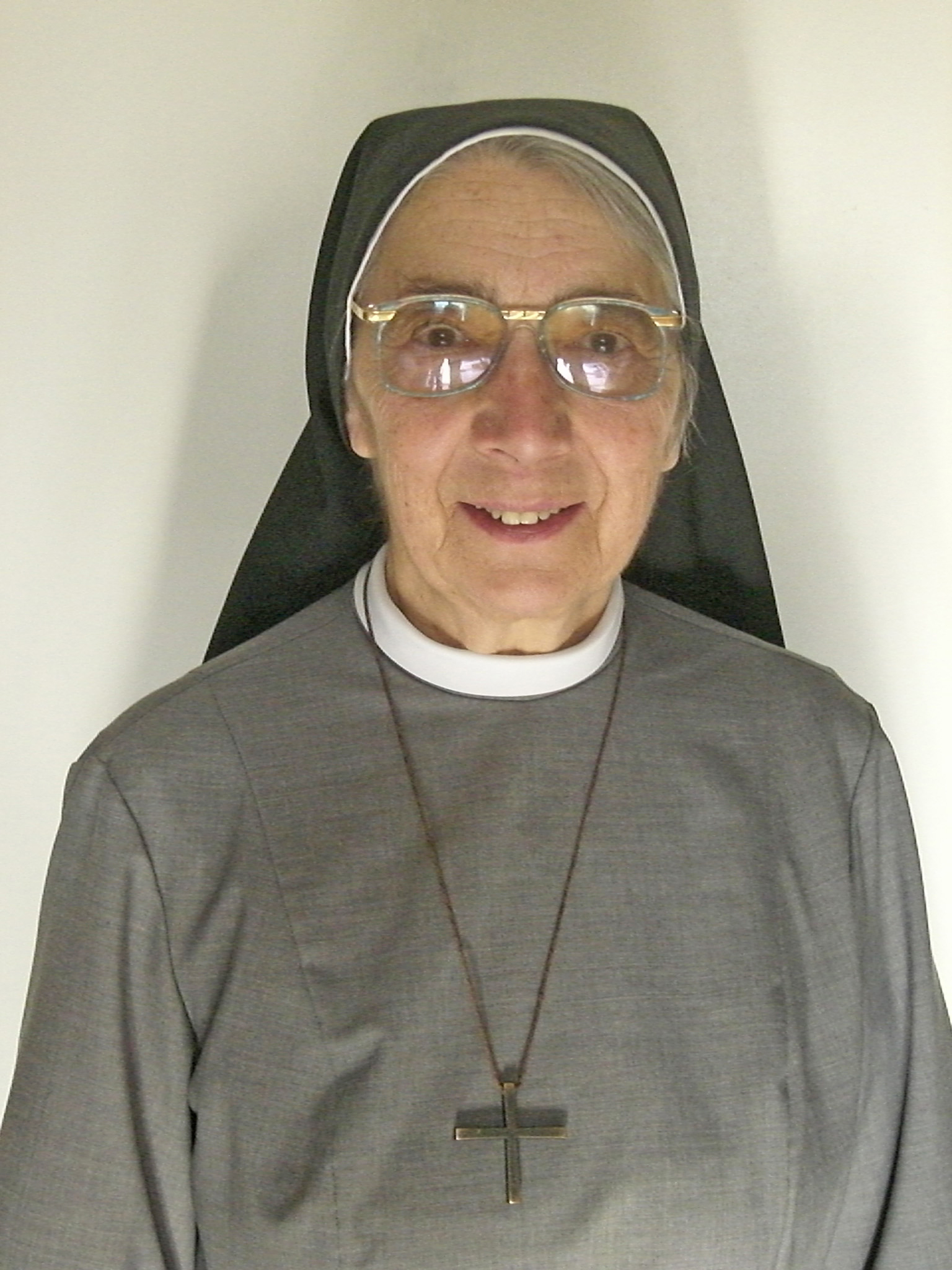
リリアーネ・ユーヒリ／11月30日没

- 11月16日 - 桂信雄、日本の政治家、元札幌市長（* 1930年）[96][97]
- 11月16日 - 石塚貢、日本の官僚、元科学技術庁事務次官（* 1933年）[98]
- 11月16日 - ワリード・アル＝ムアッリム、シリアの政治家、外交官、同国副首相、外務大臣（* 1941年）[99]
- 11月16日 - 吉田正武、日本の工学者、上智大学名誉教授（* 1942年?）[100]
- 11月17日 - 角田禮次郎、日本の裁判官、元最高裁判所判事、元内閣法制局長官（* 1920年）[101]
- 11月17日 - 岡野栄太郎、日本の元陸上競技選手、ジャーナリスト（* 1930年）[102]
- 11月17日 - ウォルター・デービス（英語版）、アメリカ合衆国の元陸上競技選手、元バスケットボール選手、1952年ヘルシンキオリンピック走高跳金メダリスト（* 1931年）[103]
- 11月17日 - 永澤耿、日本の物理学者、奈良女子大学名誉教授（* 1932年）[104]
- 11月17日 - ガブリエル・フムラ、ポーランドの指揮者（* 1946年）[105]
- 11月17日 - ロイヤル小林、日本のプロボクサー（* 1949年）[106]
- 11月17日 - バンサン・ルフェ（英語版）、フランスのベースジャンパー、ウイングスーツ・パイロット（* 1984年）[107]
- 11月18日 - ウマル・アルテ・ガリブ、ソマリアの政治家、第6代首相、元外相（* 1930年）[108]
- 11月18日 - ミシェル・ロバン（英語版）、フランスの俳優、声優（* 1930年）[109]
- 11月18日 - トニー・フーパー（英語版）、イギリスのミュージシャン、元ストローブスメンバー（* 1943年）[110]
- 11月18日 - 岡田裕介、日本の実業家、東映グループ代表取締役会長、元俳優（* 1949年）[111][112]
- 11月18日 - ドミニク・グラント（英語版）、イギリスの歌手、ガイズ･ン･ドールズ（英語版）メンバー（* 1949年）[113]
- 11月18日 - 西康幸、日本の競馬調教師、元騎手【ばんえい競馬所属】（* 1961年）[114]
- 11月18日 - カービー・モロウ、カナダの声優（* 1973年）[115]
- 11月18日 - ボビー・ブラウン・Jr（英語版）、アメリカ合衆国のシンガーソングライター（* 1992年）[116]
- 11月19日 - 原仁、日本の実業家、葵プロモーション（現AOI Pro.）創業者（* 1932年）[117]
- 11月19日 - 永野勝美、日本の銀行家、元岩手銀行頭取（* 1935年）[118]
- 11月19日 - ジェイク・スコット（英語版）、アメリカ合衆国の元アメリカンフットボール選手（* 1945年）[119]
- 11月19日 - マンヴェル・グリゴリアン（英語版）、アルメニアの元軍人、政治家、元国防副大臣（* 1956年）[120]
- 11月20日 - ジャン・モリス（英語版）、ウェールズの紀行作家（* 1926年）[121]
- 11月20日 - イリネイ、セルビアのセルビア正教会聖職者、第45代総主教（* 1930年）[122]
- 11月20日 - 織田正吉、日本の放送演芸作家、随筆家（* 1931年）[123]
- 11月20日 - 早川弘一、日本の医学者、東京医科大学名誉教授（* 1935年）[124]
- 11月20日 - 矢口高雄、日本の漫画家、エッセイスト（* 1939年）[125][126]
- 11月20日 - 松井均、日本の実業家、元丸運社長（* 1945年?）[127]
- 11月20日 - エルネスト・カント、メキシコの元陸上競技選手、1984年ロサンゼルスオリンピック20km競歩金メダリスト（* 1959年）[128]
- 11月20日 - リタ・サルキシャン、アルメニアの元ファーストレディ、セルジ・サルキシャン夫人（* 1962年）[129]
- 11月20日 - 菅原隆拓、日本の官僚、防衛省人事教育局長（* 1964年）[130]
- 11月21日 - 大沼淳、日本の学園経営者、学校法人文化学園元理事長（* 1928年）[131][132]
- 11月21日 - 丸尾直美、日本の経済学者、尚美学園大学名誉教授（* 1932年）[133]
- 11月21日 - 成田浩、日本の英語学者、岩手大学名誉教授（* 1933年?）[134]
- 11月21日 - 陳愛蓮（中国語版）、中華人民共和国の舞踊家（* 1939年）[135]
- 11月21日 - タイク・ゾー（英語版）、ミャンマーの政治家、上院議員（* 1967年）[136]
- 11月22日 - 堀江湛、日本の政治学者、慶應義塾大学名誉教授、尚美学園大学元学長（* 1931年）[137]
- 11月22日 - 野崎正平、日本の実業家、一正蒲鉾創業者（* 1931年）[138]
- 11月22日 - シディ・モハメド・ウルド・シェイク・アブダライ、モーリタニアの政治家、第3代大統領（* 1938年）[139]
- 11月22日 - ムスタファ・ナダレヴィチ（英語版）、ユーゴスラビア出身のクロアチアの俳優（* 1943年）[140]
- 11月22日 - 松原敬生、日本のラジオパーソナリティ、元東海ラジオ放送アナウンサー（* 1944年）[141]
- 11月22日 - パトリック・クイン（英語版）、アメリカ合衆国のALS活動家（* 1983年）[142]
- 11月23日 - デイヴィッド・ディンキンズ、アメリカ合衆国の政治家、第106代ニューヨーク市長（* 1927年）[143]
- 11月23日 - 川口正、日本の実業家、元神鋼パンテツク（現神鋼環境ソリューション）社長（* 1929年?）[144]
- 11月23日 - 日比祐市、日本の実業家、元サンゲツ社長（* 1930年?）[145]
- 11月23日 - 木村義一、日本の実業家、元ザ・パック社長（* 1941年?）[146]
- 11月23日 - 佐谷紳一郎、日本の実業家、本多通信工業社長（* 1957年）[147]
- 11月23日 - 小林泰三、日本の小説家（* 1962年）[148]
- 11月23日 - ヴィクトル・ジミン（英語版）、ロシアの政治家、元ハカス共和国政府議長（* 1962年）[149]
- 11月23日 - アネレ・エンゴンカ、南アフリカ共和国のサッカー選手、元同国代表（* 1987年）[150]
- 11月24日 - 小林司郎、日本の実業家、元テレビ信州社長（* 1925年?）[151]
- 11月24日 - 木内幸男、日本のアマチュア野球指導者、土浦第一、取手第二、常総学院高等学校野球部元監督（* 1931年）[152]
- 11月24日 - 幸田弘子、日本の舞台朗読家（* 1932年）[153]
- 11月24日 - ブルース・ボイントン（英語版）、アメリカ合衆国の公民権運動指導者（* 1937年）[154]
- 11月24日 - タンジャ・ママドゥ、ニジェールの政治家、第5代大統領（* 1938年）[155]
- 11月24日 - カンボジヤ・パルトヴィ（英語版）、イランの映画監督、脚本家（* 1955年）[156]
- 11月24日 - クリストフ・ドミニシ、フランスの元ラグビー選手・指導者、元同国代表（* 1972年）[157]
- 11月25日 - カミラ・ウィックス、アメリカ合衆国のヴァイオリニスト（* 1928年）[158]
- 11月25日 - ジェームズ・ウォルフェンソン、オーストラリア出身の経済学者、第9代世界銀行総裁（* 1933年）[159]
- 11月25日 - 大石司朗、日本の実業家、元静岡ガス社長（* 1935年）[160]
- 11月25日 - チャック・ベイル（英語版）、アメリカ合衆国のスタントマン、映画監督（* 1936年）[161]
- 11月25日 - ジャック・セクレタン（英語版）、フランスの元卓球選手、第34回世界卓球選手権混合ダブルス金メダリスト（* 1949年）[162]
- 11月25日 - ディエゴ・マラドーナ、アルゼンチンの元サッカー選手、指導者、元同国代表選手・監督（* 1960年）[163]
- 11月26日 - チェチーリア・フスコ（英語版）、イタリアのソプラノ歌手（* 1933年）[164]
- 11月26日 - サーディク・アル＝マフディー（英語版）、スーダンの政治家、第6・13代首相（* 1935年）[165]
- 11月26日 - 渡口初美、日本の料理研究家、政治家、元那覇市議会議員（* 1935年）[166]
- 11月26日 - 梅村清弘、日本の体育社会学者、学校法人梅村学園名誉総長（* 1937年）[167]
- 11月26日 - テヴィタ・モモエドヌ（英語版）、フィジーの政治家、第7代首相（* 1946年）[168]
- 11月26日 - ダリア・ニコロディ、イタリアの女優（* 1949年）[169]
- 11月26日 - ボビー・リー（マスクド・ハリケーン）、メキシコの元プロレスラー、元UWA世界ウェルター級王者（* 1950年）[170]
- 11月26日 - カーメン・チャネフ（英語版）、ブルガリアのテノール歌手（* 1964年）[171]
- 11月27日 - 専田彬、日本の実業家、元東亞合成社長（* 1930年?）[172]
- 11月27日 - 美崎教正、日本の健康医学者、神戸大学名誉教授（* 1932年?）[173]
- 11月27日 - 熊切圭介、日本の写真家、前日本写真家協会会長（* 1934年）[174]
- 11月27日 - 一峰大二、日本の漫画家（* 1935年）[175]
- 11月27日 - 船場太郎、日本の政治家、コメディアン、元大阪市会議員・議長、吉本新喜劇座長（* 1939年）[176][177]
- 11月27日 - ケビン・バーナム（英語版）、アメリカ合衆国の元セーリング選手、2004年アテネオリンピック470級金メダリスト（* 1956年）[178]
- 11月27日 - モフセン・ファフリザデ＝マハバディー（英語版）、イランの核物理学者（* 1958年）[179]
- 11月27日 - トニー・シェイ、アメリカ合衆国の実業家、起業家、ザッポスCEO（* 1973年）[180]
- 11月28日 - 矢野雲寳、日本の書家（* 1922年?）[181]
- 11月28日 - 山田祐嗣、日本のアナウンサー、元ニッポン放送・フジテレビジョンアナウンサー（* 1934年）[182]
- 11月28日 - デヴィッド・プラウズ、イングランドの俳優（* 1935年）[183]
- 11月28日 - 杉原弘泰、日本の検察官、元大阪高等検察庁検事長（* 1938年）[184]
- 11月28日 - アンドレア・ヒューザー（英語版）、スイスのマウンテンバイクレース選手、トレイルランニング選手（* 1973年）[185]
- 11月29日 - ペグ・マリー（英語版）、アメリカ合衆国の女優（* 1924年）[186]
- 11月29日 - 石上善應、日本の仏教学者、淑徳短期大学前学長、大正大学名誉教授（* 1929年）[187]
- 11月29日 - エッダ・ブレッシャーニ（英語版）、イタリアのエジプト学者（* 1930年）[188]
- 11月29日 - 竹田扇之助、日本の人形師（* 1930年）[189]
- 11月29日 - ベン・ボーヴァ、アメリカ合衆国のSF作家（* 1932年）[190]
- 11月29日 - 宮下安弘、日本のデザイン学者、東京工科大学名誉教授（* 1935年）[191]
- 11月29日 - 河原晶子、日本の映画・音楽評論家（* 1939年）[192]
- 11月29日 - 浜四津敏子、日本の政治家、弁護士、元参議院議員【公明党・新進党所属】、第29代環境庁長官、元公明党代表代行（* 1945年）[193]
- 11月29日 - パパ・ブバ・ディオプ、セネガルの元サッカー選手、元同国代表（* 1978年）[194]
- 11月30日 - イリーナ・アントノワ（英語版）、ロシアの美術史家（* 1922年）[195]
- 11月30日 - 池田龍雄、日本の画家（* 1928年）[196]
- 11月30日 - 俵浩三、日本の景観学者、林学者、専修大学北海道短期大学名誉教授（* 1930年）[197]
- 11月30日 - リリアーネ・ユーヒリ、スイスの看護教育者（* 1933年）[198]
- 11月30日 - アンヌ・シルヴェストル（英語版）、フランスのシンガーソングライター（* 1934年）[199]
- 11月30日 - フィリップ・キャスグラン、フランスの実業家、ロンシャン社長（* 1937年）[200]
- 11月30日 - 鳥居一雄、日本の政治家、元衆議院議員【公明党、新進党所属】（* 1937年）[201]

## (没日不明)
- 11月下旬 - 村田峻治、日本のアニメーター、イラストレーター（* 生年不明）[202]